# جورجي شباجن
جورجي شباجن مصمم أسلحة روسي، اشتهر بتصميمه سلاح مسدس رشاش PPSH-41. ولد في 29 أبريل عام 1897 وتوفي في 6 فبراير عام 1952.

## النشأة
ولد شباجن عام 1897 لعائلة قروية في مدينة فلاديمير بالقرب من كوفروف في عهد الإمبراطورية الروسية.درس في المدرسة ثلاث سنوات فقط قبل أن يصبح نجارا في عامه الثاني عشر. عمل بعدها في الجيش الروسي عام 1916.

## الثورة الروسية
أصبح عضوا في الجيش الأحمر خلال الثورة الروسية، وبعد عام 1920 بدأ العمل كمصمم للأسلحة. واستعملت الكثير من الأسلحة التي صممها في الحرب العالمية الثانية.

## تكريمه ووفاته
كرم شباجن مرات عديدة لتصميمه العديد من الأسلحة للجيش الأحمر في الحرب العالمية الثانية، وتوفي نتيجة لإصابته بسرطان في المعدة وتوفي عام 1952.

## اقرأ أيضا
- الحرب العالمية الثانية
- الاتحاد السوفيتي
- الثورة البلشفية